# Экстрасенсорное восприятие

Фотография Ипполита Барадука, опубликованная в 1896 году с целью показать «жизненную силу» вокруг ребенка

Экстрасенсорное восприятие, ЭСВ, экстрасенсо́рика (от лат. extra «сверх, вне» + sensus «чувство») — ненаучный термин, использующийся для многих паранормальных форм восприятия или способностей человека, существование которых не доказано. Существование подобных форм восприятия и способностей не имеет под собой научных доказательств, Национальный научный фонд (США) относит экстрасенсорное восприятие к одному из наиболее распространённых среди американцев псевдонаучных заблуждений.
В некоторых случаях феномены восприятия, вызванные патологиями либо синестетическими состояниями субъектов, интерпретируются ими как «экстрасенсорные способности» (например, как видение ауры человека при синестезии).

## Классификация
К проявлениям экстрасенсорного восприятия в паранауках причисляются телепатия, ясновидение и проскопия, кожно-оптическое восприятие, лозоходство или «биоинтроскопия» (неверно именуемое биолокацией), однако зачастую к таким проявлениям относят и способы некоего нематериального внефизического воздействия на предметы, организмы или физические явления — телекинез или психокинез, экстрасенсорное целительство и т. п.
Так, Райн и Соул под телепатией понимали передачу информации от мозга к мозгу без посредничества чувственных каналов. Под криптэстезией — получение мозгом информации о материальных предметах, спрятанных любым способом и находящихся на расстоянии, также без посредничества органов чувств. Психокинезом они называли пространственные манипуляции с материальными объектами с помощью чисто умственного усилия, опять без материального эффектора. Под ясновидением они понимали способность предвидеть будущие состояния материальных явлений без умозаключений на основе известных фактов.

## Изучение экстрасенсорики
Некоторые учёные пытались изучать людей, которые декларировали у себя наличие экстрасенсорных способностей. В частности, множество экспериментов были проведены учёными Райном и Соулом. Однако их исследование подвергается подробной критике в книге Дж. Спенсер-Брауна «Вероятность и научный вывод» (англ. Probability and Scientific Inference).
Большая часть экспериментов отличается ненаучным подходом (методологической некорректностью и невоспроизводимостью), то есть не отвечают требованиям, предъявляемым к достоверности научного эксперимента. Спенсер-Браун критикует ошибочную положительную интерпретацию статистических данных: например, в экспериментах с картами Зенера или машинками для выбрасывания игральных костей (последние используются для изучения психокинеза) при длинной серии тестов могут получаться последовательности результатов, кажущиеся неслучайными и закономерными, однако они на самом деле и являются проявлением истинной случайности, поэтому эти серии невоспроизводимы. Верующие во внечувственное восприятие объясняют невоспроизводимость особенностями некоего экстрасенсорного восприятия, декларируя их неустойчивость вследствие появления неизвестных «неблагоприятных» внутренних или внешних условий либо требующих труднодостижимых и легко нарушаемых особых состояний психики участников эксперимента, то есть остаются эзотерическими практиками, декларирующими зависимость результатов от личности оператора и невоспроизводимость эффекта инструментальными средствами.
Аналогична ситуация и с теоретическим обоснованием существующих явлений людьми, далёкими от научного подхода: в большинстве случаев внечувственное восприятие объясняется нематериальными механизмами, то есть требует агентов (таких, как торсионные либо микролептонные поля и т. п.), стоящих вне области науки, занимающейся только материальными объектами. Крайним случаем являются объяснения, лежащие не в научной, а в оккультной сфере, как, например, в случае с видением некоего ореола (ауры) биологических либо физических объектов и т. д. и т. п.
Станислав Лем в своём труде «Сумма технологии» обосновывает отсутствие экстрасенсорных способностей людей тем, что такая полезная функция организма появилась бы эволюционно уже давно и у нескольких видов животных, чего, однако, не наблюдается.

## Экстрасенсы
Экстрасенсами в узком смысле слова называют людей, якобы обладающих экстрасенсорными способностями. Но поскольку нет подтверждённых случаев существования таких людей, то обычно таким словом называют людей, которые заявляют, что обладают экстрасенсорными способностями.
В настоящее время экстрасенсы относятся к людям шоу-бизнеса, заработки которых включают, но не ограничиваются: выступлениями в цирке (см. Вольф Мессинг), в телепередачах (таких как: Битва экстрасенсов), но большей частью оказывая различные «услуги» населению («снятие порчи», «наложение заговора» и др.). В России для ведения подобной деятельности достаточно получить лицензию, подтверждающую наличие медицинского образования (достаточно — некоторые курсы). Только в случае нанесения ущерба здоровью или жизни человека экстрасенсы привлекаются к уголовной или административной ответственности.
Периодически возникают организации, посвящающие свою деятельность разоблачению экстрасенсов. Например, известный иллюзионист Джеймс Рэнди основал Просветительский фонд своего имени, предлагающий миллион американских долларов любому, продемонстрировавшему экстрасенсорные возможности в условиях строго поставленного эксперимента. Несмотря на многолетний призыв и ежемесячные несколько десятков попыток, миллион пока никто не получил. В России для аналогичной проверки экстрасенсорных способностей создана Премия имени Гарри Гудини.

## Исторические случаи
Бывший президент США Джимми Картер утверждал, что ЦРУ обратилось к экстрасенсу, чтобы тот помог найти пропавший правительственный самолет в Африке. По словам Картера, экстрасенс вошел в транс и сообщил координаты, по которым самолет был найден.